# Sjundeå begravningsplats

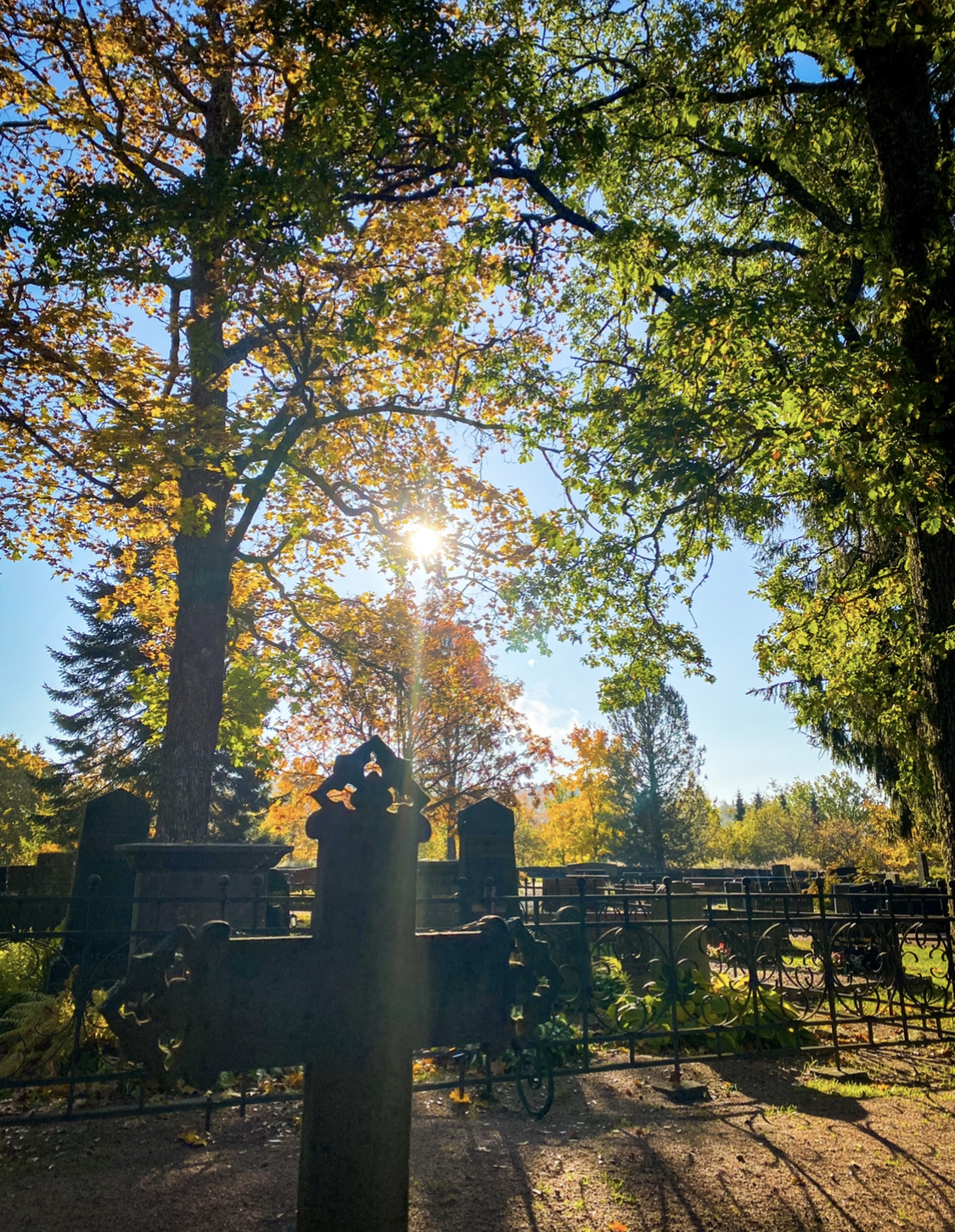
Sjundeå begravningsplats på hösten 2021

Sjundeå begravningsplats (finska: Siuntion hautausmaa) är en begravningsplats i Sjundeå i Finland. Begravningsplatsen ägs och sköts av Sjundeå kyrkliga samfällighet. Sjundeå begravningsplats anlades antagligen på 1400-talet då även Sjundeå S:t Petri kyrka byggdes. Begravningsplatsen, som ligger i Sjundeå kyrkoby vid Sjundeå kyrka, har utvidgats många gånger och senast 2016.
Sjundeå begravningsplats är indelad i femton sektioner, bland annat urnlunden och minneslunden som designats av Pekka Huttunen.

## Historia

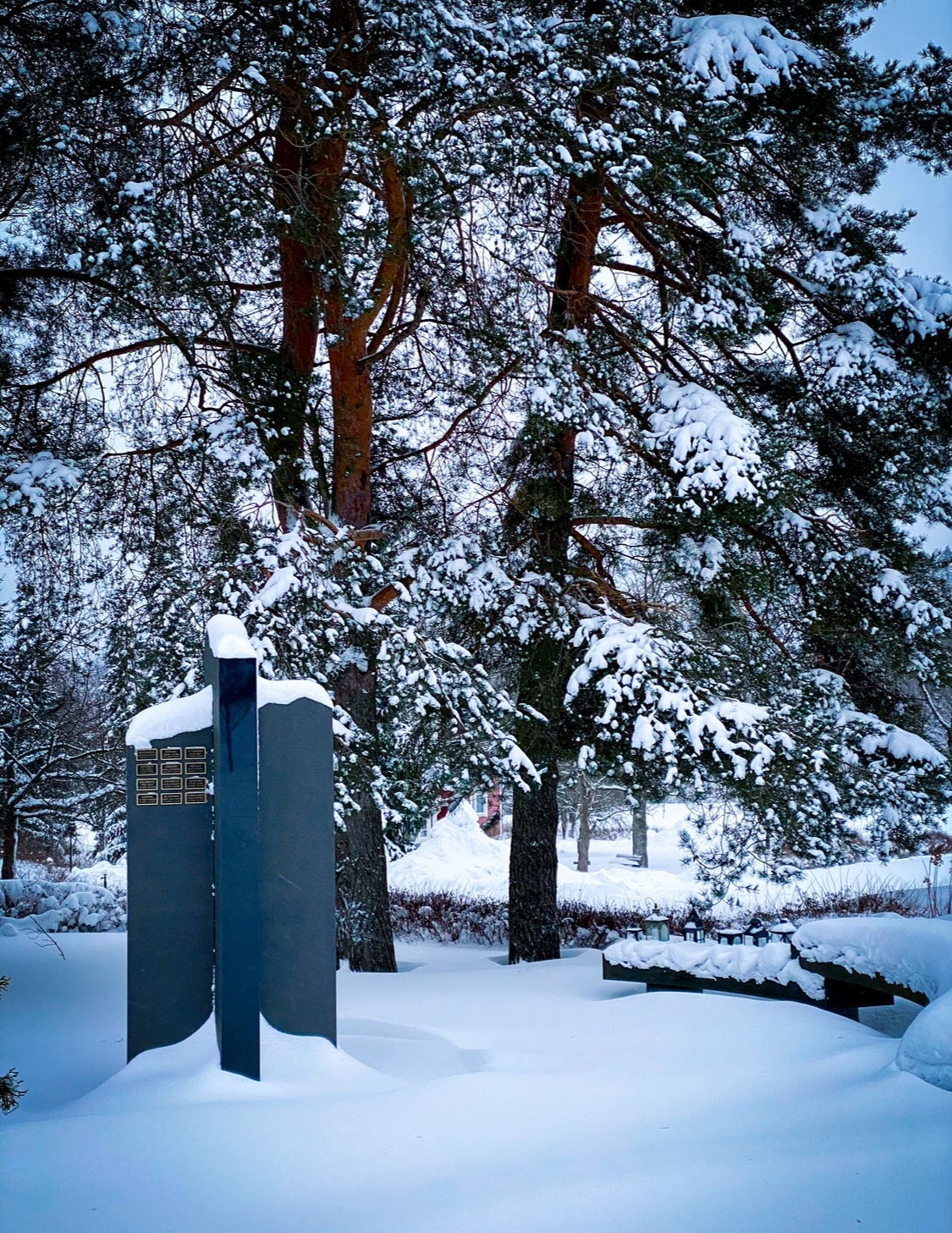
Minneslunden på Sjundeå begravningsplats.

Anläggandet av begravningsplatsen i Sjundeå ägde antagligen rum vid samma tidpunkt som uppförandet av kyrkan i slutet av 1400-talet. Det rådde tidigare en likadan strikt samhällelig ordning på begravningsplatsen som också i det övriga samhället. De högst värderade gravplatserna fanns inne i kyrkan under kyrkans golv. När begravning inne i kyrkorna blev förbjudet blev områdena närmast till kyrkan de högst värderade gravplatser.
Förutom gravstenar finns det också gamla gjutjärnskors kvar på begravningsplatsen. En del av gravarna på Sjundeå gravplats har inhägnats med ett järnstaket; gravområdet Adlercreutz-Lindeberg (ägarna till Sjundby slott och Pickala herrgård), familjen Degerths gravområde (ägaren till Munks gård) och general Silfverhielms grav. Det var också vanligt att resa ett träkors på gravplatsen.

## Gravminnesmärkena

### Hjältegravar
Sjundeå hjältegravar invigdes på de Stupades minnesdag den 15 maj 1949.

### Veteranstenen

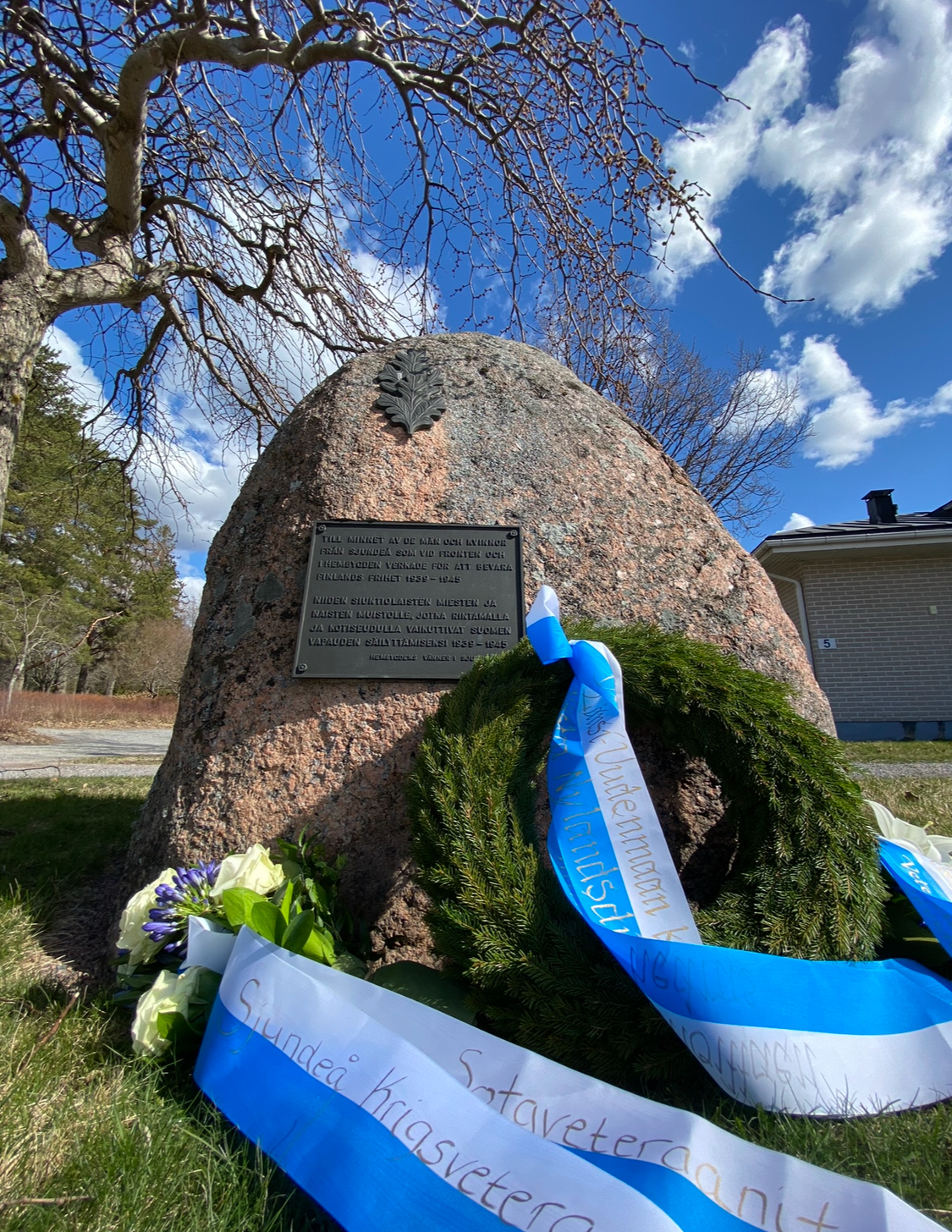
Veteranstenen i Sjundeå.

Framför Sjundeå församlingshem restes veteranstenen på 1990-talet för att hedra krigsveteraner i Sjundeå. Stenen utvaldes av krigsveteran Hugo Andberg och lotta Gunnel Gottberg.

### Åminnelsestenen
Det finns en åminnelsesten på Sjundeå begravningsplats. Vid stenen kan man minnas anhöriga som har begravts på annan ort. Åminnelsestenen restes på 2000-talet intill hjältegravarna.

## Personer begravna i Sjundeå gravgård
Lista över välkända personer som har begravts på Sjundeå gravgård:
- Charlotta Lönnqvist, Aleksis Kivis välgörare
- Bengt Olof Lille, doktor i teologi och professor i kyrkohistoria
- Carl Wilhelm Lille, docent i fysik
- Anders Johan Lille, advokatfiskal vid Viborgs hovrätt
- Karl Olof Moberg, konstnär
- Tor Nessling, bergsråd
- Severin Salovius, kommunalråd
- Tomas Adlercreutz, riksdagsman
- Henrik Adlercreutz, riksdagsman
- Arto Paasilinna, författare
- Henrik von Fieandt, kapten
- Carl Ludvig von Zansen, riksdagsman
- Paul Erik Silfverhjelm, friherre och militär
- Berndt Anders Aminoff, kapten

## Byggnader
Förutom kyrkan och klockstapeln finns det ett gammalt bårhus och ett avskedsrum på kyrkogården. Bårhuset byggdes efter Finlands krigsår. Innan dess lades liken i ett skyddsrum i väntan på begravningen.